# Lullange
Lullange (luxembourgeois : Lëllgen, allemand : Lullingen) est une section de la commune luxembourgeoise de Wincrange située dans le canton de Clervaux.

## Histoire
Avant le 1er janvier 1978, Lullange faisait partie de l’ancienne commune de Boevange.